# Mitchell (Georgia)
Mitchell es un pueblo ubicado en el condado de Glascock en el estado estadounidense de Georgia. En el censo de 2000, su población era de 173.

## Demografía
En el 2000 la renta per cápita promedia del hogar era de $34,375, y el ingreso promedio para una familia era de $44,063. El ingreso per cápita para la localidad era de $18,103. Los hombres tenían un ingreso per cápita de $35,000 contra $21,875 para las mujeres.

## Geografía
Mitchell se encuentra ubicado en las coordenadas 33°13′21″N 82°42′1″O / 33.22250, -82.70028 (33.2225, -82.700278).
Según la Oficina del Censo, la localidad tiene un área total de 3,8 km² (1,5 mi²), de la cual 3,8 km² (1,5 mi²) es tierra y 0 km² (0 mi²) (0.00%) es agua.